# Neoserica uniformis
Neoserica uniformis är en skalbaggsart som beskrevs av Moser 1920. Neoserica uniformis ingår i släktet Neoserica och familjen Melolonthidae. Inga underarter finns listade i Catalogue of Life.